# George Mostow
George Mostow   (Boston, 4 de juliol de 1923 - Hamden, 4 d'abril de 2017), conegut per amics i familiars com Dan Mostow, va ser un matemàtic americà, famós per les seves contribucions a la teoria de Lie. Va ser el professor de matemàtiques Henry Ford II a la Universitat Yale, membre de l'Acadèmia Nacional de Ciències així com el 49è President de la Societat Americana de Matemàtiques (1987–1988) i Trustee de l'Institut d'Estudis Avançats de Princeton (1982-1992).
Va obtenir un doctorat a la Universitat Harvard el 1948. Els seus principals treballs acadèmics han estat a la Universitat Johns Hopkins entre 1952 i 1961 i a la Universitat Yale entre 1961 i la seva jubilació el 1999.
El fenomen de rigidesa de xarxes dins dels grups de Lie, que va descobrir i explorar, és conegut com a rigidesa de Mostow. El seu treball sobre la rigidesa va jugar una funció essencial en la feina de tres matemàtics guanyadors de la Medalla Fields: Grigori Margulis, William Thurston, i Grigori Perelman. El 1993 li va ser atorgat el Premi AMS Leroy P. Steele i el 2013 el Premi Wolf en Matemàtiques.